# テューモイテース
テューモイテース（古希: Θυμοίτης , Thȳmoitēs）は、ギリシア神話の人物である。長母音を省略してテュモイテスとも表記される。主に、
- ラーオメドーンの子
- ヒケターオーンの子
- オクシュンテースの子

が知られている。以下に説明する。

## ラーオメドーンの子
このテューモイテースは、トロイアの長老の1人である。すでに『イーリアス』3巻で言及されている。一説によるとトロイアの王ラーオメドーンの子とされるが、ラーオメドーンの娘でプリアモスの姉キラの夫とする説がある。後者によるとプリアモスはトロイアを滅ぼす子供が生まれようとしているという予言を曲解し、テューモイテースの妻キラとキラの生んだムーニッポスを殺した。そのためテューモイテースはトロイア戦争の末期に、プリアモスに復讐するためトロイア人に木馬をイーリオス城内に引き込むように忠告したという。

## ヒケターオーンの子
このテューモイテースは、トロイアの王ラーオメドーンの子ヒケターオーンの子で、メラニッポス、クリトラーオスと兄弟。トロイア陥落後、アイネイアースと行動をともにしてイタリアに航海したが、トゥルヌスに討たれた。

## オクシュンテースの子
このテューモイテースは、アテーナイの王デーモポーンの子オクシュンテースの庶子。嫡子のアペイダースとは異母兄弟。テューモイテースは父の王権を継いだアペイダースを殺して王位を簒奪したが、後にメラントスに追放され、テーセウスの家系の最後の王となった。